# Deliblatska pješčara
Deliblatska pješčara, jedinstvena u Europi, nalazi se u sjeveroistočnom dijelu Srbije, u južnom Banatu. Ovo prostrano područje površine od oko 380 km², čije su glavne pješčane mase elipsoidnog oblika okružene plodnim poljoprivrednim površinama, proteže se između Dunava i padina Karpata. 
Pješčara predstavlja geomorfološki i ekološko biogeografski fenomen ne samo Panonske nizine, već i čitave Europe. Deliblatska pješčara je prekrivena dinama žute i sive boje pijeska s maksimalnim visinama od oko 200 metara nadmorske visine (Pluc - 192 m; Crni vrh - 189 m) koje se protežu u ravni jugoistok-sjeverozapad. Fizikalna svojstva pijeska i zemlje su djelo posebne hidrologije i mezo-klime. Nema površinskih vodotokova i jedini hidrološki izvori su bunari i bušotine (tridesetak njih), s oko 100 - 400 metara dubine, i tri prirodna blatna izvora u manje depresije u jugoistočnom dijelu. Mase vjetrom nanesenih pješčanih sipina, što je nekad bila „Europska Sahara”, danas su uglavnom vezanz za tlo vegetacijom, koju je planski oblikovao čovjek tijekom posljednjih 170 godina.
Deliblatska pješčara je otok stepe i šumo-stepe, koje odlikuje izvorni mozaik travnih, žbunjastih i šumskih staništa (oko 16.000 ha). Bogatstvo flore ovog područja se ogleda u postojanju oko 900 vrsta viših biljaka, od kojih su mnoge relikti i rariteti, kao i vrste koje su u svom rasprostranjenju ograničene na Panonsku nizinu. Jedino se ovdje, u odnosu na čitav prostor Srbije nalaze: banatski božur, stepski božur, pančićev pelen, šerpet i Degenova kockavica. Svoje stanište ovde je „pronašlo” i 20 vrsta orhideja.
Ovaj spomenik povijesti prirode Panonske nizine jedno je od rijetkih staništa za mnoge specifične vrste flore i faune, koje u europskim i svjetskim razmjerima predstavljaju prirodne rijetkosti. Zbog prisustva velikog broja vrsta ptica, od kojih su mnoge rijetke i ugrožene, ovo područje je uvršteno u najznačajnija staništa ptica u Europi - IBA područje. Iz grupe grabljivica, koje su najugroženije ptice, zastupljene su vrste kao što su: stepski sokol, kraljevski orao i orao kliktaš. Njihovo pojavljivanje uvjetovano je pašnjačkim površinama i prisustvom tekunice, koja predstavlja osnov njihove ishrane. Od stanovnika životinjskog carstva pješčare, vrijedno je spomenuti: vuka, jelena, srne i divlje svinje. 
Prirodne karakteristike i jedinstvenost ovog kraja čine ga pogodnim za rekreaciju, lov i ribolov, nautički turizam, a prije svega ekološki turuzam. U cilju zaštite ovog područja, Deliblatska peščara je proglašena specijalnim prirodnim rezervatom.
Dana 18. ožujka 2002. godine Republika Srbija je nominirala Deliblatsku pješčaru za upis na UNESCO-ov popis mjesta svjetske baštine u Europi.

## Vanjske poveznice
- Deliblatska pješčara na stranici Bele Crkve
- Deliblatska pješčara Кompletan vodič kroz Srbiju